# Gampr armenio

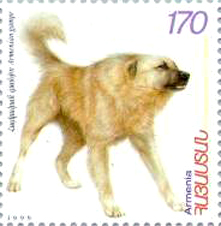
Sello armenio con el Gampr

El Gampr armenio (en armenio: գամփռ gamp’ṙ) es una raza de perro guardián de ganado originario del Altiplano Armenio, lo que incluye los territorios de la actual región de Anatolia Oriental y la República de Armenia. 
Se trata de una raza criada por la población local mediante una selección primitiva. Aunque no está reconocida por ningún Kennel Club u organización como cría selectiva, se trata de una raza distintiva, objeto de una intensa investigación genética.